# Галенков, Иван Спиридонович
Иван Спиридонович Галенков (1891—1980) — советский генерал-майор юстиции.

## Биография
Родился в 1891 году в Одессе, ныне Одесская область, Украина. Трудовую деятельность начал в 1909 году слесарем обойной фабрики в Одессе.
Член РСДРП(б) с ноября 1917 года.
Принимал активное участие в большевистских вооруженных выступлениях в Одессе в конце 1917 года. В 1918 году — сотрудник Всероссийской чрезвычайной комиссии по борьбе с контрреволюцией в Москве. С 1918 года — в Красной армии. Служил красноармейцем 1-го Одесского батальона имени Ленина. Затем находился на партийной, советской и военно-юридической работе.
С 1933 года — председатель Военного трибунала Украинского, Киевского особого, Северо-Кавказского военных округов. Военный юрист, член выездной сессии Военной Коллегии Верховного Суда СССР. Причастен к вынесению смертных приговоров в СССР по сфальсифицированным делам невиновным лицам, впоследствии реабилитированным.
Во время Великой Отечественной войны работал председателем Военного трибунала 56-й отдельной армии Южного фронта, Северо-Западного резервного, 2-го Белорусского, 3-го Прибалтийского фронтов.
Затем — в отставке, персональный пенсионер союзного значения в Одессе.

## Звание
- генерал-майор юстиции (11.03.1943)

## Награды
- орден Ленина
- четыре ордена Красного Знамени
- орден Отечественной войны I-й степени.
- орден Отечественной войны II-й степени.
- орден Красной Звезды (1938) — по случаю 20-й годовщины РККА и ВМФ за мужество и самоотверженность в боях с врагами Советской власти и за выдающиеся заслуги в боевой, политической и технической подготовке частей и подразделений РККА.
- медали